# إريك ليرنر
إريك ليرنر (بالإنجليزية: Eric Lerner)‏ هو فيزيائي ومخترع أمريكي، ولد في 31 مايو 1947 في بروكلين في الولايات المتحدة.